# Heinrich Ludwig Lehmann
Heinrich Ludwig Lehmann (Detershagen, 26 marzo 1754 – Magdeburgo, 2 aprile 1828) è stato uno scrittore tedesco.
Dal 1772 studiò giurisprudenza ad Halle. Negli anni seguenti si spostò in diversi luoghi dell'Italia, tra cui la Valtellina, e della Svizzera, dove lavorò come precettore.
Su raccomandazione di Johann Kaspar Lavater dal 1783 fu Professore e Rettore della scuola di Büren. Nel 1795 si stabilì a Magdeburgo dove continuò la sua attività di professore e nell'anno seguente come direttore di una scuola privata femminile. A Magdeburgo lavorò anche come redattore del secondo quotidiano della città.
Tradusse in tedesco manoscritti latini sulla storia grigionese e pubblicò saggi storici e di topografia su riviste svizzere.
La sua opera Briefe alter Berner-Helden aus dem Reiche der Todten [...], pubblicata in forma anonima nel 1791, non incontrò i favori del pubblico a causa dell'eccessivo e retorico patriottismo.
Dopo essere tornato in Germania pubblicò Etwas über das Veltlin und die Streitigkeiten dieses Thales mit seinem Landesfürsten, Der Republik Graubünden, als ien Beytrag zur Geschichte dieses Staats (1788-1789), Die Landschaft Veltlin nach ihre bisherigen politischen und geographischen Lage und Verfassung dargestellt von Heinrich Ludwig Lehmann (1797), Die Republik Graubünden historische- geographische-statistisch (1797-1799), Die Grafschaft Chiavenna und Bormio nach ihrer bisherigen politischen und geographischen Lage und Verfassung. Ein Pendant zu meiner Beschreibung der Landschaft Veltlin (1798).